# Samantha Who?
Samantha Who? é uma série de comédia norte-americana criada por Cecelia Ahern e Don Todd, estrelando Christina Applegate, de Married... with Children. Todd também serve como produtor executivo do programa, com Ahern e Applegate produzindo. A série é sobre uma vice-presidente de uma imobiliária chamada Chapman and Funk, que, após tornar-se vítima de um atropelamento, desenvolve amnésia e precisa redescobrir sua vida, seus relacionamentos e sua personalidade.
Samantha Who? foi, durante seus primeiros 7 episódios, a sitcom estreante mais vista na temporada de TV de 2007-2008.

## Enredo
Quando Samantha Newly (Christina Applegate) é atropelada por um carro, ela entra em coma por oito dias. Após esse período, ela acorda e não consegue se lembrar das coisas mais simples do seu passado, constituindo um caso de amnésia retrógrada. Antes de seu acidente, "Sam", como é conhecida, era uma pessoa de má-índole e cruel, até mesmo com seu namorado, Todd (Barry Watson). Agora, conforme redescobre sua vida, Samantha tenta tornar-se uma pessoa melhor.

## Episódios

### Primeira temporada (2007-2008)
| # | Título                  | Escritor(es)               | Diretor(es)           | Data de exibição original | Código |
| --- | ----------------------- | -------------------------- | --------------------- | ------------------------- | ------ |
| |                         |                            |                       |                           |        |
| 1 | "Pilot"                 | Cecelia Ahern, Donald Todd | Robert Duncan McNeill | 15 de outubro de 2007     | 101    |
| Após tornar-se vítima de um atropelamento, Samantha Newly - Sam passa 8 dias em coma, e ao acordar cercada por seus pais e amigos, para a surpresa de todos não lembra de ninguém, nem mesmo de quem é. |                         |                            |                       |                           |        |
| 2 | "The Job"               | Donald Todd                | Lee Shallet Chemel    | 22 de outubro de 2007     | 102    |
| É o primeiro dia de Samantha de volta ao trabalho, e sua primeira reunião em equipe a faz perceber como ela era direta e competitiva, e não consegue perceber as semelhanças entre a nova Sam e a antiga. |                         |                            |                       |                           |        |
| 3 | "The Wedding"           | Christine Zander           | Michael Spiller       | 29 de outubro de 2007     | 103    |
| Sam vai ao casamento de uma suposta amiga, somente para lembrar-se posteriormente de que tinha sido desconvidada pela noiva. |                         |                            |                       |                           |        |
| 4 | "The Virgin"            | Bob Kushell                | Barnet Kellman        | 5 de novembro de 2007     | 104    |
| Enquanto estava em um bar com Andrea, Samantha percebe que não lembra das sensações do sexo. Essencialmente virgem, Samantha luta com a ideia de ter novamente uma "primeira vez" ou esperar pelo cara certo. |                         |                            |                       |                           |        |
| 5 | "The Restraining Order" | Alex Reid                  | Barnet Kellman        | 12 de novembro de 2007    | 105    |
| Enquanto caminhava com Todd, Sam encontra um ex-namorado e descobre que tinha uma ordem judicial que proibia a aproximação dos dois. Após uma série de revelações, Sam começa a temer que sua necessidade constante de atenção vem de um relacionamento medíocre com seu pai. Ela tenta conquistar o amor de seu pai sem se importar com os passos que deverá tomar. |                         |                            |                       |                           |        |
| 6 | "The Hypnotherapist"    | Pamela Ribon               | Michael Spiller       | 19 de novembro de 2007    | 108    |
| Sam resolve fazer hipnoseterapia para recuprar sua memória, mas durante o encontro ela conclui não ser filha biológica de seus pais. Todd faz uma revelação surpreendente para Sam. |                         |                            |                       |                           |        |
| 7 | "The Hockey Date"       | Justin Adler               | Tucker Gates          | 26 de novembro de 2007    | 106    |
| Sentindo que já é hora de sua filha ter um encontro, Regina arma um encontro secreto para Sam com Kevin, um carpinteiro encarregado da mudança do piso da casa dos pais de Sam. Quando Sam inocentemente menti pra Kevin que é uma grande fã de hockey, ela precisa da ajuda de Todd para entender um pouco mais do esporte, e acaba conhecendo sua nova namorada Chloe, o que acaba sendo bem complicado. Andrea fica histérica com a possibilidade de ir a Roma com seu amante. |                         |                            |                       |                           |        |
| 8 | "The Car"               | Jim Reynolds               | Paul Lazarus          | 3 de dezembro de 2007     | 109    |
| Após pegar emprestado o carro de seu pai, Samantha envolve-se em um acidente, e, com medo de sua reação, joga o carro num lago para encobrir a situação. Logo, a culpa começa a consumir Samantha, quando seu pai sente pena da filha e acaba comprando outro carro para ela, pensando que o dele tinha sido roubado. Enquanto isso, quando Regina descobre o que Sam fez, começa a chantageá-la para virar modelo para sua festa.                                                |                         |                            |                       |                           |        |
| 9 | "The Break Up"          | Ric Swartzlander           | Tucker Gates          | 10 de dezembro de 2007    | 107    |
| Samantha imagina estar apaixonada por Kevine começa a ir rápido demais na relação, o que faz com que ele rompa com ela. Sam começa a perceber que pode ainda ser apaixonada por Todd. |                         |                            |                       |                           |        |
| 10 | "The Girlfriend"        | Jessi Klein                | Julie Ann Robinson    | 7 de abril de 2008        | 110    |
| Samantha precisa voltar para seu antigo apartamento depois que a síndica começa a desconfiar que ela o sublocou para Todd - que acaba convidando Chloe para morar com ele. Sam esquece da noite da maquiagem com sua mãe e arruma muita confusão com Todd que acaba defendendo uma não tão santa Chloefails. Regina e Dena dividem segredos na noite da maquiagem, bebem demais e tem uma surpresa na manha seguinte.                                                             |                         |                            |                       |                           |        |
| 11 | "The Boss"              | -                          | -                     | 14 de abril de 2008       | 111    |
| Samantha se reencontra com Winston Funk, o milionário sócio da imobiliária em que trabalha, ele se mostra apaixonado por ela e a pede em casamento, ela então descobre que Andrea é completamente caidinha por ele o que coloca a amizade das duas em risco. |                         |                            |                       |                           |        |
| 12 | "The Butterflies"       | -                          | -                     | 21 de abril de 2008       | 112    |
| Sam luta para preservar um terreno repleto de borboletas, ameaçado por um projeto. Sam não consegue entender porque Todd a tem ignorado. |                         |                            |                       |                           |        |
| 13 | "The Affair"            | -                          | -                     | 5 de maio de 2008         | 113    |
| Samantha e Todd passam a ter um caso, mas le não consegue romper com Chloe. Andrea passa a sonhar com a possibilidade de ter uma cafeteria com Dena. |                         |                            |                       |                           |        |
| 14 | "The Gallery Show"      | -                          | -                     | 28 de abril de 2008       | 114    |
| Após ser humilhantemente convidada para a exposição de Todd, Sam convida Craig (um ladrão de carros que conhece na rua) para acompanha-la. Mas Sam logo descbre que já havia sido assaltada por Craig, o que a faz ficar paranóica. |                         |                            |                       |                           |        |
| 15 | "The Birthday"          | -                          | -                     | 12 de maio de 2008        | 115    |
| O caso de Samantha e Todd começa a ficar sério, e ela decide pressioná-lo para que ele rompa com Chloe, como ee havia prometido. Mas Sam começa a desconfiar que Chloe está mentindo para Todd quando diz que sua tia esá muito doente. Regina e Andrea fazem planos para a festa de aniversário de Sam. |                         |                            |                       |                           |        |

## Prêmios
Emmy
- Melhor Atriz em série cômica (2008)- Christina Applegate (Indicada)
- Melhor Atriz em série cômica (2009)- Christina Applegate (Indicada)
- Melhor Atriz codjuvante em série cômica (2008)- Jean Smart (Venceu)

Golden Globe
- Melhor Atriz em Série de Televisão - Comédia ou Musical (2008)- Christina Applegate (Indicada)
- Melhor Atriz em Série de Televisão - Comédia ou Musical (2009)- Christina Applegate (Indicada)

Screen Actors Guild Awards
- Melhor Atriz em Série de Comédia- Christina Applegate(Indicada)

People's Choice Awards
- Nova Comédia Favorita da Televisão- Samantha Who?